# Lisa Golze
Lisa Golze (* 1979 in Bochum) ist eine deutsche Künstlerin, Autorin und Dichterin, die an der Schnittstelle von Konkreter und Visueller Poesie arbeitet. Sie ist vor allem bekannt für ihre Schreibmaschinenkunst, die sie unter dem Namen „newgoldblatt“ publiziert.

## Leben
Lisa Golze hat an der Hochschule für Musik, Theater und Medien Hannover Musik sowie an der Universität Konstanz und am Trinity College Dublin Literaturwissenschaft studiert. Sie hat in München und Würzburg gelebt, wo sie für verschiedene Verlage als Autorin und Lektorin tätig war. Seit 2015 lebt sie in Hamburg.

## Ausstellungen
Gruppenausstellungen (Auswahl)
- 2020: Escapisms, Poem Atlas, London (Online)
- 2021: Same-Same Galerie, Hamburg
- 2022: Atelier dreispinnen, Hamburg
- 2023: Altonale, Hamburg (Nominierung Kunstpreis)
- 2023: WORT, Villa Salomon, Hamburg
- 2024: KNOTENPUNKT, Affenfaust Galerie, Hamburg

Einzelausstellung
- 2021: bookartbookshop, London

## Kinderbücher (Auswahl)
- Wachsen Glühbirnen auf Bäumen? Weißt du das schon? Arena, Würzburg 2010, ISBN 978-3-401-09717-6.
- Ach, du grüne Neune. Arena, Würzburg 2011, ISBN 9783401415420 (Lehrmittel/Karten)
- Verrücktes Mix-Max-Puzzlebuch Tiere. Arena, Würzburg 2012, ISBN 978-3-401-09930-9 (illustriert von Marika Blau).
- Teddy findet einen Freund. Mein liebstes Spurenbuch. Arena, Würzburg 2013, ISBN 978-3-401-70105-9 (8 Seiten)
- Das große Einschlaf-Buch mit Gutenacht-Garantie. Carlsen, Hamburg 2017, ISBN 978-3-551-51898-9 (illustriert von Barbara Korthues).
- Gute-Nacht-Kalender 2021. Tageskalender für Kinder mit Geschichten und Einschlafritualen; Einschlafen mit deinem kleinen Stern. Lappan, Oldenburg 2020, ISBN 978-3-8303-7882-2 (illustriert von Mathias Weber).

## Internet
- Literatur von und über Lisa Golze im Katalog der Deutschen Nationalbibliothek
- Homepage
- Affenfaust Galerie